# Aricagua
Aricagua is een gemeente in de Venezolaanse staat Mérida. De gemeente telt 4500 inwoners. De hoofdplaats is Aricagua.